# Tabor (Dakota del Sud)
Tabor és una població dels Estats Units a l'estat de Dakota del Sud. Segons el cens del 2000 tenia 417 habitants.

## Demografia
Segons el cens del 2000, Tabor tenia 417 habitants, 188 habitatges, i 124 famílies. La densitat de població era de 447,2 habitants per km².
Dels 188 habitatges en un 25% hi vivien nens de menys de 18 anys, en un 61,7% hi vivien parelles casades, en un 2,7% dones solteres, i en un 34% no eren unitats familiars. En el 31,9% dels habitatges hi vivien persones soles el 18,1% de les quals corresponia a persones de 65 anys o més que vivien soles. El nombre mitjà de persones vivint en cada habitatge era de 2,22 i el nombre mitjà de persones que vivien en cada família era de 2,81.
Per edats la població es repartia de la següent manera: un 23,3% tenia menys de 18 anys, un 4,8% entre 18 i 24, un 26,9% entre 25 i 44, un 22,5% de 45 a 60 i un 22,5% 65 anys o més.
L'edat mediana era de 42 anys. Per cada 100 dones de 18 o més anys hi havia 87,1 homes.
La renda mediana per habitatge era de 30.694 $ i la renda mediana per família de 40.893 $. Els homes tenien una renda mediana de 23.438 $ mentre que les dones 22.083 $. La renda per capita de la població era de 15.885 $. Entorn de l'1,5% de les famílies i el 6,5% de la població estaven per davall del llindar de pobresa.

## Poblacions properes
El següent diagrama mostra les poblacions més properes.